# The Bridge (Sonny-Rollins-Album)

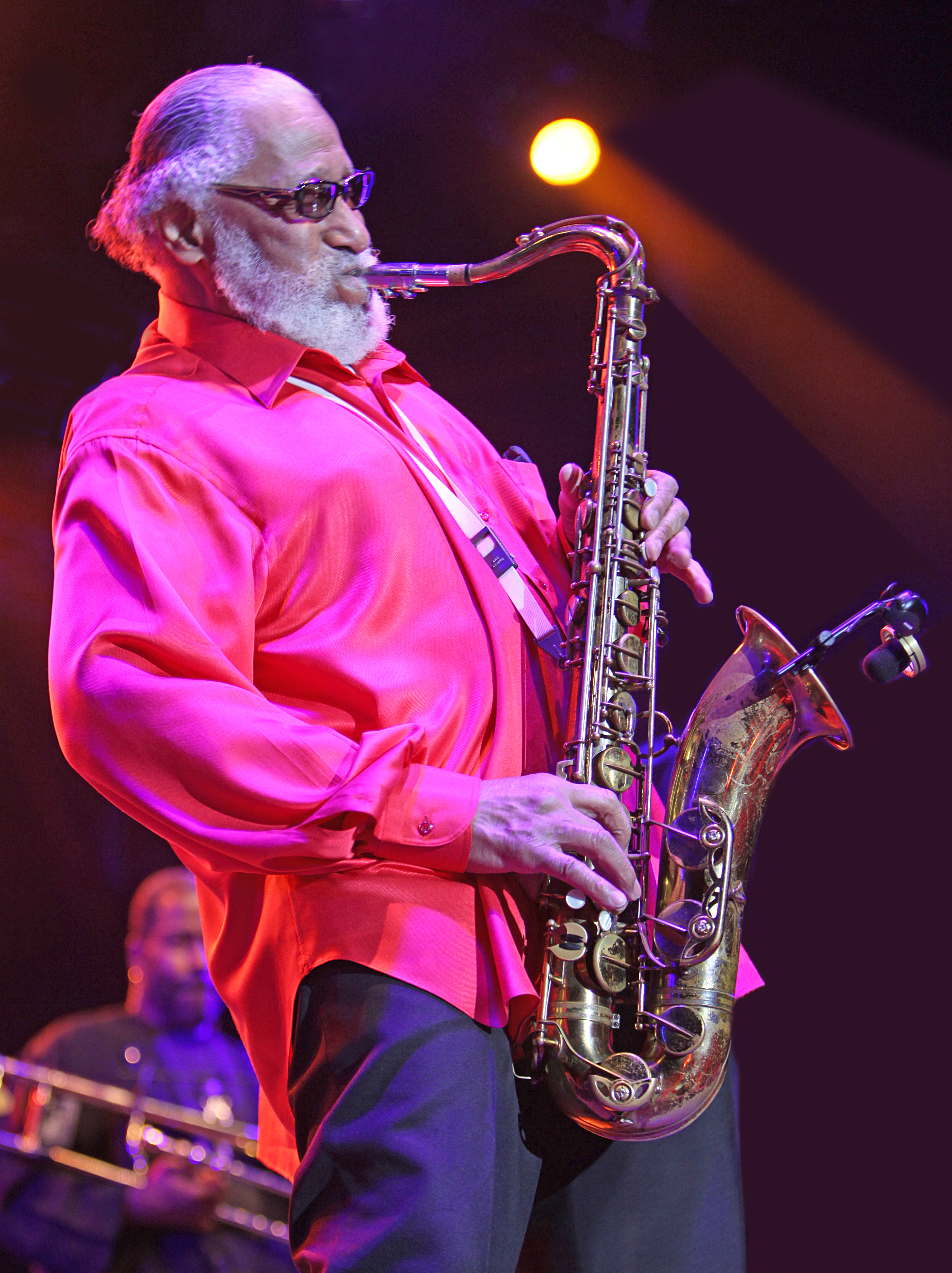
Sonny Rollins (2009)

The Bridge ist ein Studioalbum von Jazz-Saxophonist Sonny Rollins, aufgenommen 1962. Es war Rollins’ erste Veröffentlichung nach einer dreijährigen Auszeit und seine erste Aufnahme für Bluebird/RCA Victor. Dabei wurde der Saxophonist von den Musikern begleitet, mit denen er im nächsten Abschnitt seines musikalischen Schaffens oft zusammenspielen und aufnehmen sollte: Jim Hall an der Gitarre, Bob Cranshaw am Bass und Ben Riley am Schlagzeug.

## Album

### Aufnahme und Veröffentlichung
Die Aufnahme des Albums erfolgte im Studio B von RCA-Victor in New York City. Der Jazzstandard „God Bless the Child“ von Billie Holiday und Arthur Herzog Jr. wurde am 30. Januar 1962 eingespielt, die Titel „Where Are You?“, „John S.“ und „You Do Something to Me“ am 13. Februar 1962 und die Titel „Without a Song“ und „The Bridge“ wurden am 14. Februar 1962 aufgenommen.
Die Veröffentlichung des Studioalbums als Langspielplatte erfolgte noch 1962 bei RCA-Victor. Eine Wiederveröffentlichung als Langspielplatte gab es 1976 in Japan und 1977 in den Vereinigten Staaten. Als CD erschien The Bridge erstmals 1990 in Japan und 1992 in den Vereinigten Staaten und in Deutschland. In 2003 erfolgte ein Remastering auf Basis der Original Mastertapes für die Bluebird First Editions Serie. Das Album wurde außerdem viele Male in anderen Formaten veröffentlicht, zum Beispiel als audiophile LP mit 45 Umdrehungen pro Minute (Classic Records, 2000). Das Album war außerdem Teil der Sammlung The Complete RCA Victor Recordings von Sonny Rollins, die 1997 erschien.

### Entstehungsgeschichte
Im Jahr 1959 nahm Sonny Rollins „auf dem vorläufigen Höhepunkt seines Ruhmes als Star der Hardbop-Ära“ eine drei Jahre dauernde Auszeit, um sich auf die Vervollkommnung seines Saxophonspiels zu konzentrieren: „Ich versuchte, mein Saxofonspiel zu revidieren, völlig. Aber dann kam ich davon ab. Stattdessen habe ich die Möglichkeiten des Instruments erkundet.“ Rollins „war nicht einmal telefonisch mehr zu erreichen, tauchte quasi unter in die Anonymität. Schließlich entdeckte ihn ein Journalist“ im Sommer 1961 spielend auf einer der Brücken, die Downtown-Manhattan mit dem Festland verbinden.
Als Bewohner der Lower East Side von Manhattan und ohne einen privaten Übungsraum nahm Rollins sein Saxophon mit auf die Williamsburg Bridge, um dort zu üben:

„Du stehst da oben über der ganzen Welt. Du kannst runterschauen, und da ist die Skyline, das Wasser, die Bucht. Es ist ein wunderschönes Panorama. Du kannst da oben so laut spielen, wie du willst. Und du kommst ins Nachdenken. Diese Pracht gibt dir eine ganz neue Perspektive.“

Nach eigenen Aussagen übte er dort 15 bis 16 Stunden pro Tag im Frühjahr, Sommer, Herbst und Winter. Seinem ersten Schallplattenalbum nach dem Ende der Auszeit und einem Titel dieses Albums gab er – in Erinnerung an seine Solo-Sessions auf der Williamsburg Bridge – den Namen The Bridge.

## Titelliste
1. Without a Song (Edward Eliscu, Billy Rose, Vincent Youmans) – 7:23
2. Where Are You? (Harold Adamson, Jimmy McHugh) – 5:05
3. John S. (Sonny Rollins) – 7:36
4. The Bridge (Rollins) – 6:55
5. God Bless the Child (Arthur Herzog Jr., Billie Holiday) – 7:24
6. You Do Something to Me (Cole Porter) – 6:45[1]

## Mitwirkende

### Musiker und ihre Instrumente
- Sonny Rollins – Tenorsaxophon
- Jim Hall – Gitarre
- Bon Cranshaw – Bass
- Ben Riley – Schlagzeug
- Harry „H.T.“ Saunders – Schlagzeug (statt Ben Riley beim Titel „God Bless the Child“)[1]

### Produktionsstab des Originalalbums
- George Avakian – Linernotes
- Bob Prince – Produzent der Session
- Ray Hall – Toningenieur[1]

### Produktionsstab der Wiederveröffentlichung auf CD
- John Snyder – Produzent
- Steve Backer – Executive Producer
- Joe Lopes – Toningenieur
- Jay Newland – Toningenieur
- Jacqueline Murphy – Design[1]

## Rezeption
Die kritische Würdigung des Albums war gemischt, denn es war nicht der revolutionäre neue Jazz-Ansatz, den viele nach Sonny Rollins Auszeit erwartet hatten. Ralf Dombrowski meint: „‚The Bridge‘ wurde kein fulminanter Rundumschlag, sondern ein moderates Statement eines Stilisten, der sein künstlerisches Selbstvertrauen wiedergefunden hatte. […] Rollins war zurück und setzte Zeichen, ohne zu provozieren.“ Hingegen meint Hans-Jürgen Schaal, dass er mit dem Album das wahr gemacht hätte, was er mit der Freedom Suite nur angedeutet hatte: „Nun überwand er auch musikalisch die 50er Jahre und öffnete sich den neuen Freiheiten.“
The Rolling Stone Jazz Record Guide vergab 4 von 5 Sternen. Das Magazin Down Beat honorierte das Album in seiner Ausgabe vom 5. Juli 1962 mit 5 von 5 Sternen. In seinem Review für Allmusic vergab Scott Yanow 4,5 von 5 Sternen und bezeichnete das Album als „nahezu klassisch und ein sehr erfolgreiches Comeback“. Die britische Musikzeitschrift Jazzwise nahm das Album 2006 in ihre Liste The 100 Jazz Albums That Shook the World auf und führte dazu aus: „Dies war die Vorlage für alle zukünftigen kreative Unternehmungen von Rollins, ob sie Avantgarde oder Retro oder einfach nur Sonny sind. Unschlagbare Musik.“ Im Jahr 2015 wurde The Bridge in die Grammy Hall of Fame aufgenommen.
Wie die Zeitschriften The New Yorker und Jazzwisemagazine berichten, gibt es seit 2017 Initiativen zur Umbenennung der Williamsburg Bridge in Sonny Rollins Bridge.